# اندیس خاک صنعتی حسین‌آباد
خاک صنعتی حسین آباد یک اندیس غیرفلزی است که در حوالی شهر آوج استان قزوین قرار دارد و مادهٔ معدنی موجود در آن، خاک صنعتی است.سنگ میزبان این اندیس توفهای آندزیتی است و دیرینگی آن به دوران ائو- الیگومیوسن می‌رسد. در این اندیس، پاراژنز‌های ایلیت - ژیپس یافت می‌شوند.